# Liste des préfets maritimes de Toulon

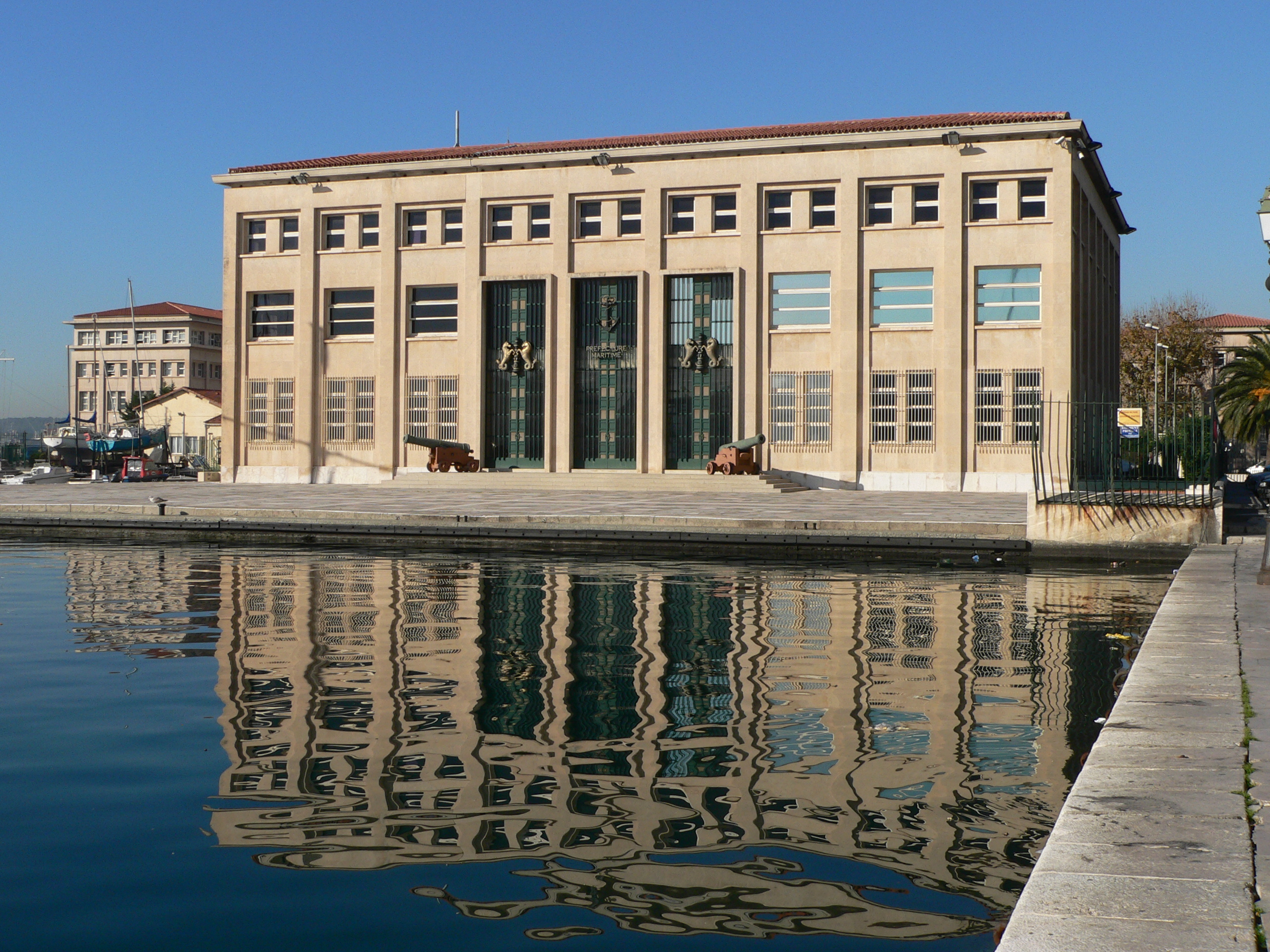
Préfecture maritime de la Méditerranée (Toulon)

Cet article recense, par ordre chronologique, les préfets maritimes qui se sont succédé en poste à Toulon (Var) comme préfets maritimes de la Méditerranée ; ceux-ci cumulent actuellement les charges de commandant de la région et de l’arrondissement maritime Méditerranée et commandant de zone maritime et sont connus sous le nom de commandants en chef pour la Méditerranée (CECMED) :
| Date                              | Nom                                             | Grade                                  |
| --------------------------------- | ----------------------------------------------- | -------------------------------------- |
| juillet 1800 - juillet 1802       | Jean Gaspard de Vence                           | contre-amiral                          |
| juillet 1802 - novembre 1803      | Honoré Joseph Antoine Ganteaume                 | contre-amiral                          |
| novembre 1803 - février 1811      | Maxime Julien Émeriau de Beauverger             | contre-amiral                          |
| juin 1811 - mars 1815             | Jean-Marthe-Adrien Lhermitte                    | contre-amiral                          |
| 1815                              | Guy-Victor Duperré                              | contre-amiral                          |
| juillet 1815-1816                 | Édouard Thomas Burgues de Missiessy             | vice-amiral                            |
| ...                               |                                                 |                                        |
| 1824-1827                         | Pierre Charles Toussaint Pouyer                 |                                        |
| mars 1827                         | Louis Jacob                                     | vice-amiral                            |
| septembre 1829                    | Henri de Rigny                                  | vice-amiral                            |
| décembre 1830                     | Claude du Campe de Rosamel                      | vice-amiral                            |
| juin 1834                         | Jurien de la Gravière                           | vice-amiral                            |
| octobre 1841                      | Charles Baudin                                  | vice-amiral                            |
| juillet 1847                      | Alexandre Ferdinand Parseval-Deschenes          | vice-amiral                            |
| juin 1848                         | Armand Joseph Bruat                             | contre-amiral                          |
| octobre 1848                      | Joseph Grégoire Casy                            | vice-amiral                            |
| septembre 1849                    | Ferdinand Hamelin                               | vice-amiral                            |
| juillet 1853                      | Louis Dubourdieu                                | vice-amiral                            |
| juin 1857                         | Charles Hector Jacquinot                        | vice-amiral                            |
| mars 1861                         | Édouard Bouët-Willaumez                         | vice-amiral                            |
| 1863-1864                         | André Paul Clavaud                              | vice-amiral                            |
| avril 1864                        | Octave Pierre Antoine Henri de Chabannes-Curton | vice-amiral                            |
| octobre 1875-1878                 | Jérôme-Hyacinthe Penhoat                        | vice-amiral                            |
| 1878-1879                         | Charles Jules de Surville                       | vice-amiral                            |
| juin 1890 - juin 1891             | Henri Rieunier                                  | vice-amiral                            |
| 1892                              | Louis-Henri Brown de Colstoun                   | vice-amiral                            |
| octobre 1893-octobre 1894         | Louis Vignes                                    | vice-amiral                            |
| 1894-1897                         | Louis-Henri Brown de Colstoun                   | vice-amiral                            |
| 1899-1902                         | Jean-Olivier de la Bonninière de Beaumont       | vice-amiral                            |
| août 1902                         | Amédée Bienaimé                                 | vice-amiral                            |
| avril 1902-février 1903           | Germain Roustan                                 | Vice-amiral                            |
| avril 1904-septembre 1905         | Camille Gigon                                   | vice-amiral                            |
| septembre 1905-1910               | René-Julien Marquis                             | vice-amiral                            |
| 1910-1911                         | Horace Jauréguiberry                            | vice-amiral                            |
| novembre 1913-1914                | Paul Chocheprat                                 | Vice-amiral                            |
| 1914                              | Louis de Marolles                               | vice-amiral                            |
| avril 1915-décembre 1917          | Albert Rouyer                                   | vice-amiral                            |
| juillet 1919-août 1923            | Louis-Ernest Sagot-Duvauroux                    | vice-amiral                            |
| septembre 1923-octobre 1924       | Alexandre Lanxade                               | vice-amiral                            |
| août 1924-novembre 1926           | Louis Fatou                                     | vice-amiral                            |
| novembre 1926-avril 1928          | Félix Thomine                                   | vice-amiral                            |
| juillet 1930-décembre 1932        | Louis-Antoine Pirot                             | vice-amiral                            |
| décembre 1932-juillet 1934        | Georges Mouget                                  | vice-amiral                            |
| juillet 1934 -mars 1936           | Charles Alain Marie Berthelot                   | vice-amiral                            |
| mars 1936 - avril 1937            | René-Clément Juge                               | vice-amiral                            |
| mars 1937 - septembre 1938        | Jean-Marie Charles Abrial                       | vice-amiral                            |
| septembre 1938 - mai 1939         | Emmanuel Ollive                                 | vice-amiral d'escadre                  |
| janvier 1940 -juillet 1940        | Léon-Henri Devin                                | vice-amiral d'escadre                  |
| juillet 1940- septembre 1940      | Jean-Pierre Vallée                              | vice-amiral                            |
| septembre 1940 - 8 septembre 1944 | André Marquis                                   | vice-amiral                            |
| décembre 1944-novembre 1946       | Roger-Gabriel Lambert                           | Vice-amiral                            |
| avril 1949-mai 1951               | Alphonse Sol                                    | Vice-amiral                            |
| mai 1951- mai 1956                | Léon Sala                                       | Vice-amiral                            |
| 1960 - 1962                       | Paul Galleret                                   | Amiral                                 |
| 1962 - 1964                       | Pierre Charles Baudoin                          | Vice-amiral d'escadre                  |
| 1964 - 1967                       | Jules Évenou                                    | Vice-amiral d'escadre                  |
| 1967 - 1971                       | Philippe de Scitivaux                           | Vice-amiral d'escadre                  |
| 1971 - 1974                       | Jean Brasseur-Kermadec                          | vice-amiral puis vice-amiral d'escadre |
| 1974 - 1976                       | Bourdais                                        | vice-amiral d'escadre                  |
| 1976 - 1979                       | Tardy                                           | vice-amiral d'escadre                  |
| …                                 |                                                 |                                        |
| 1979 - 1981                       | Jean Accary                                     | vice-amiral d'escadre                  |
| 1990 - 1993                       | Michel Tripier                                  | vice-amiral d'escadre                  |
| 1993 - 1996                       | Gérard Gazzano                                  | vice-amiral d'escadre                  |
| décembre 1995 - juillet 1998      | Philippe Durteste                               | vice-amiral d'escadre                  |
| juillet 1998 - décembre 1999      | Philippe Roy                                    | vice-amiral d'escadre                  |
| décembre 1999 - juillet 2001      | Paul Habert                                     | vice-amiral d'escadre                  |
| juillet 2001 - septembre 2003     | Pierre-Xavier Collinet                          | vice-amiral d'escadre                  |
| septembre 2003 - septembre 2006   | Jean-Marie Van Huffel                           | vice-amiral                            |
| septembre 2006 - août 2008        | Jean Tandonnet                                  | vice-amiral d'escadre                  |
| août 2008 - août 2013             | Yann Tainguy                                    | vice-amiral d'escadre                  |
| août 2013 - juillet 2016          | Yves Joly                                       | vice-amiral d'escadre                  |
| juillet 2016 - septembre 2019     | Charles-Henri du Ché                            | vice-amiral d'escadre                  |
| septembre 2019 - août 2021        | Laurent Isnard                                  | vice-amiral d'escadre                  |
| août 2021 -...                    | Gilles Boidevezi                                | vice-amiral d'escadre                  |

## Sources
- Calvé, Les ports militaires de la France : Toulon, dans "Revue Maritime et Coloniale", Paris, 1865